# Kitale
Kitale är huvudort i distriktet Trans-Nzoia i provinsen Rift Valley i Kenya. År 1999 hade staden 63 254 invånare.